# Wiktor Jesipowicz
Wiktor Jesipowicz (ur. 15 kwietnia 1892 w Orszy, zm. wiosną 1940 w Charkowie) – polski inżynier, burmistrz Sandomierza, kapitan piechoty rezerwy Wojska Polskiego, ofiara zbrodni katyńskiej.

## Życiorys
Urodził się 15 kwietnia 1892 w Orszy, ówczesnym mieście powiatowym guberni mohylewskiej, w rodzinie Stefana i Melanii z domu Jegorow. W 1914 jego żoną została Kamila z domu Wąsowska.
Ukończył Wileńską Szkołę Chemiczno-Techniczną. Uzyskał tytuł inżyniera. 1 lutego 1916, po ukończeniu 2 Kijowskiej Mikołajewskiej Szkoły Wojskowej, został mianowany chorążym i wcielony do piechoty armii. Podczas I wojny światowej od 1917 był w dowództwie I Korpusu Polskiego w Rosji. Po odzyskaniu przez Polskę niepodległości wstąpił do Wojska Polskiego. Od 1918 był dowódcą kompanii w 30 pułku piechoty. Od 1921 służył w 86 pułku piechoty.
W 1934, jako oficer rezerwy pozostawał w ewidencji Powiatowej Komendy Uzupełnień Pińsk i posiadał przydział do 84 pułku piechoty w Pińsku. Na kapitana rezerwy został awansowany ze starszeństwem z 19 marca 1939 i 87. lokatą w korpusie oficerów piechoty. W tym samym roku został przydzielony do Oficerskiej Kadry Okręgowej Nr VIII. 29 czerwca 1939 ogłoszono w prasie jego przeniesienie ze stanowiska dyrektora Hali Targowej w Gdyni na urząd burmistrza Sandomierza.
W czasie kampanii wrześniowej 1939 – po agresji ZSRR na Polskę – w nieznanych okolicznościach dostał się do niewoli sowieckiej. Przebywał w obozie w Starobielsku. Wiosną 1940 został zamordowany przez funkcjonariuszy NKWD w Charkowie i pogrzebany potajemnie w bezimiennej mogile zbiorowej w Piatichatkach, gdzie od 17 czerwca 2000 mieści się oficjalnie Cmentarz Ofiar Totalitaryzmu w Charkowie. Figuruje na Liście Starobielskiej NKWD, pod poz. 1084.

## Upamiętnienie
5 października 2007 minister obrony narodowej Aleksander Szczygło mianował go pośmiertnie na stopień majora. Awans został ogłoszony 9 listopada 2007 w Warszawie, w trakcie uroczystości „Katyń Pamiętamy – Uczcijmy Pamięć Bohaterów”.
W ramach akcji „Katyń... pamiętamy” / „Katyń... Ocalić od zapomnienia” został zasadzony Dąb Pamięci honorujący Wiktora Jesipowicza przy Zespole Szkół nr 1 w Sopocie.